# ケンケンのハワイDEアロハ
ケンケンのハワイDEアロハ（けんけんのはわいであろは）は、2007年3月に平和が開発、発売したアニメ『チキチキマシン猛レース』に登場する「ケンケン」を主人公としたデジパチタイプのパチンコ。『燃える闘魂アントニオ猪木』に続くHEIWA SSシリーズ第2弾。

## 特徴
- 突然確率変動タイプ。
- 盤面一杯に液晶表示器を持つSSシリーズの特徴を生かした、擬似玉演出を採用している。液晶でパチンコ玉を模したパイナップルや爆弾が盤面を転がる。さらに「トローリーバス」予告経由時は「ケンケン」も擬似玉となって登場する。
- 『チキチキマシン猛レース』とのタイアップ機だが、メインキャラクターは「ケンケン」という設定。また、元のアニメに登場しない当機専用のオリジナルキャラクター（「カナ」、「クララ」など）が設定されている。
- 通常時は縦、確率変動中は横、時短時はズーム（正面）と3方向のスクロール画面を演出。
- 3種類+1の背景チェンジ。「青海」、法則崩れはチャンス。なお青海背景と確率変動中の画面は、『海物語シリーズ』（三洋物産）のパロディ。

## スペック
図柄（全スペック共通、※は確率変動図柄）
- 1（トンチキ、タメゴロー）※
- 2（モンスター、ドラチビ）
- 3（ブラック魔王）※
- 4（コウモリボス）
- 5（ミルクちゃん）※
- 6（軍曹閣下、新兵）
- 7（ケンケン）※
- 8（ヨタロー、クマッ八）
- 9（キザトト君）※

正確には、画面上部の2桁の7セグデジタルが実際のメイン表示器で、デジタルの停止図柄の組み合わせで確率変動か通常大当たりかが振り分けられる。
- 『CRケンケンのハワイDEアロハTF』（2007年3月）
  - 大当たり確率 1/336.5 （高確率：1/33.65）
  - 確率変動割合 56%（突然確率変動含む。次回通常大当たりまで確率変動継続）
  - リミットなし
  - 全ての大当たり終了後100回転の時短
  - 賞球数 4&10&14 大当たり15R9C、2R0C
- 『CRケンケンのハワイDEアロハTF5』（2007年3月）
  - 大当たり確率 1/336.5 （高確率：1/33.65）
  - 確率変動割合 56%（突然確率変動含む。次回通常大当たりまで確率変動継続）
  - リミットなし
  - 全ての大当たり終了後100回転の時短
  - 賞球数 5&4&10&13 大当たり15R9C、2R0C
- 『CRケンケンのハワイDEアロハTS』（2007年3月）
  - 大当たり確率 1/315.5 （高確率：1/31.55）
  - 確率変動割合 56%（突然確率変動含む。次回通常大当たりまで確率変動継続）
  - リミットなし
  - 全ての大当たり終了後100回転の時短
  - 賞球数 3&4&10&14 大当たり15R9C、2R0C

※大当たり確率はメーカー発表値

## 演出

### 予告
- 「すべり予告」
- 「ブラック魔王予告」 ブラック魔王が登場し、「ヤシの実が落ちてくる」、「ケンケンがプラカードを持っている」のパターンに発展。
- 「バンステップアップ」 バンが登場し、「白」→「青」→「黄」→「赤」→「虹」と通過するほどチャンス。トローリーバスが登場し、連続擬似玉演出、または潜水艦が登場し、突然確率変動（「チキチキレインボータイム」）に当選する場合がある。
- 「ケンケンバギー予告」 バギーに乗ったケンケンが登場し、正面へ駆け抜ける。
- 「チラシ予告」 チラシの内容で期待度が変化。
- 「チキチキマシン群予告」 リーチ時、お馴染みのチキチキマシンが画面を横切る。

### リーチ
- 「連続擬似玉演出」 「トローリーバス」予告から発展。擬似玉が次々とスタートを目指す（最大3回）。
- 「ビーチフラッグリーチ」 チャンスボタンでケンケンの勝負相手を抽選。相手により期待度が変化。
- 「フィッシングリーチ」 ケンケンが大当たり図柄を釣り上げる。釣り上げたものがサメの子どもだとリーチ発展となる。
- 「ファイヤーダンスリーチ」 ブラック魔王の「あちちっ!!」で発展。
- 「コックピットリーチ」 チャンスボタンで大当たり図柄を狙う。
- 「アクアラインリーチ」 確率変動中のみの演出。
- 「クララリーチ」 確率変動中のみの演出。人魚のクララちゃんが登場。

### 確率変動昇格
- 「ケンケン」がラウンド消化中、コインを集める（このとき、チャンスボタンを使用する。多く集めるほどチャンス）。パチスロ「主役はケンケン」に挑戦し、「ケンケン」図柄が揃えば確率変動確定。